# Andrej Panadić
Andrej Panadić (Zagreb, Croàcia, 9 de març de 1969) és un exfutbolista croat. Va disputar 3 partits amb la selecció de Iugoslàvia.